# چارلز اسپاک
چارلز اسپاک (انگلیسی: Charles Spaak؛ ۲۵ مهٔ ۱۹۰۳ – ۴ مارس ۱۹۷۵) فیلم‌نامه‌نویس اهل بلژیک بود.

## فیلم‌شناسی
- بازگشت به زندگی
- ابله
- اریحا
- هفت گناه کبیره
- آب‌سنگ‌های مرجانی